# Stieg Trenter
Stieg Ivar Trenter, ursprungligen Stig Ivar Johansson, född 14 augusti 1914 i Stockholm, död 4 juli 1967 i Stockholm, var en svensk journalist och deckarförfattare. Han hette fram till 1936 Stig Johansson. Efter att först ha använt Stieg Trenter som pseudonym bytte han sedan namn till detta. Namnet Trenter tog han efter E.C. Bentleys berömda kriminalroman Trents sista fall. Tillsammans med Maria Lang, Hans-Krister Rönblom och Vic Suneson räknas Trenter som en av "de fyra stora" svenska deckarförfattarna under perioden mellan 1940-talet och 1960-talet.

## Biografi
Stieg Trenter var son till köpman Ivar Johansson och Ingegerd Levander och växte upp i Farsta i södra Stockholm.
Efter realexamen vid Nya Elementar 1931 tog Trenter värvning vid flygflottiljen F1 i Västerås. Under tiden i flygvapnet debuterade han 1931 i tidningen Lektyr med äventyrsberättelsen "Silverkorset". Efter att ha fått avsked från flygvapnet begav han sig 1935 på eget bevåg som krigskorrespondent till Etiopien. Han skrev därifrån artiklar för tidningen Morgonbladet, som betalade honom per artikel.
Efter återkomsten till Sverige fick han 1936 anställning som reporter på Stockholms-Tidningen. Han kom att arbeta med Bengt Idestam-Almquist ("Robin Hood")  som redaktionschef, och följde sedan med honom till tidskriften LIV, som utgavs av Åhlén & Söners förlag, men lades ner redan 1939. Han var från 1940 anställd som reporter på tidningen Allers.
Trenter var första gången gift 1937–1960 med Gunnel Pehrsson (1916–2001) och fick två barn, varav ett var fotografen Bo Trenter. Andra gången gifte han sig 1960 med författaren Ulla Trenter, och de fick tre barn tillsammans. Ett av dessa är författaren Laura Trenter.
Stieg Trenter dog på sitt sommarställe Hamnö i Tjusts skärgård och ligger begravd på Skogskyrkogården i Stockholm.

## Detektivromanerna
Handlingen i Stieg Trenters deckare är för det mesta förlagd till Stockholm med omgivningar. Huvudpersonerna är oftast fotografen Harry Friberg och hans kompanjon, kriminalintendent Vesper Johnson. Böckerna kännetecknas av sina levande tidsskildringar av Stockholmsmiljöer.
Harry Friberg har fotografen K.W. Gullers som förebild, en god vän till Trenter sedan beredskapstiden i flygvapnet. Vesper Johnson har chefredaktören Runar Karlströmer som förebild, Trenters chef på tidningen Allers.
Efter Stieg Trenters död fortsatte Ulla Trenter att skriva om Harry Friberg och Vesper Johnson under eget namn. Dessa böcker anses inte så tidstypiska som Stieg Trenters romaner.

## Priser och utmärkelser
- 1956 – Sherlock-priset  för Narr på nocken
- 1994 – Stieg Trenters torg i Farsta strand namngavs